# Eugammone di Cirene
Eugammone di Cirene (Cirene, 600 a.C. circa – ...) è stato un poeta greco antico.

## Biografia
Eugammone viene comunemente indicato come nato a Cirene, fondata intorno al 630 a.C. da coloni dori di Tera (attuale Santorini), sicché andrebbe posto quantomeno alla fine del VII secolo a.C. Si ritiene, comunque, che sia vissuto intorno al 567 a.C., secondo una notizia di Eusebio.

## Opere
Ad Eugammone viene attribuita la paternità del poema epico chiamato Telegonia. Secondo Clemente Alessandrino rubò il poema al leggendario poeta Museo; questa affermazione probabilmente significa che Eugammone si limitò a scrivere una preesistente epica tradizionale.
Ad Eugammone di Cirene viene attribuita anche la paternità della leggenda dell'aquila dei venti che guidò Chirone, ma i testi sono estremamente frammentari ed andati perduti.